# موزه باشگاه فوتبال آرسنال
موزه باشگاه فوتبال آرسنال  (انگلیسی: Arsenal Football Club Museum) موزه‌ای واقع در هالووی لندن در کشور انگلستان است که توسط باشگاه فوتبال آرسنال اداره می‌شود و به تاریخچه این باشگاه اختصاص دارد.

## موضوع موزه
این موزه دارای طیف گسترده‌ای از ملزومات و عکس‌های یادگاری از تاریخ باشگاه است، از جمله پیراهن چارلی جورج از فینال جام حذفی فوتبال انگلستان ۱۹۷۱، چکمه‌های مایکل توماس از مسابقه نهایی آرسنال در ۱۹۸۸–۱۹۹۸ میلادی مقابل لیورپول، پیراهن آلن اسمیت از فینال جام در جام اروپا ۱۹۹۴ میلادی و تنها جام طلایی تاریخ لیگ برتر برای بزرگداشت فصل آرسنال در لیگ برتر فوتبال انگلستان ۰۴–۲۰۰۳، جایی که آنها این قهرمانی را بدون شکست کسب کردند.

## محل استقرار
این موزه در حال حاضر در ساختمان مثلثی شکلی در شمالی ورزشگاه امارات، ورزشگاه اختصاصی این باشگاه قرار دارد. پیش از این در ورزشگاه آرسنال از زمان افتتاح این نمایشگاه در سال ۱۹۹۳ تا ۲۰۰۶ قرار داشت، تا زمانی که برای گسترش مجدد بسته شد. هم‌اکنون بیش از ۱۲۰٫۰۰۰ بازدید کننده در سال دارد.

## ساعت بازدید
این موزه هفت روز هفته باز است. ساعات بازدید موزه از ۱۰:۳۰ صبح تا نیم ساعت پیش از شروع بازی می‌باشد. پذیرش نیز به عنوان بخشی از تورهای استادیوم امارات است. پارک درایتون